# Mónica Pérez (periodista)
Mónica Ximena Pérez Marín (Santiago de Chile, 27 de agosto de 1966) es una periodista y presentadora de televisión chilena. Ha participado en diversos programas de televisión, especialmente dentro de Televisión Nacional de Chile, donde fue conductora del noticiero 24 horas.

## Estudios
Fue alumna del Saint George's College, donde fue vicepresidenta del centro de alumnos durante un año. Se tituló de periodista en la Pontificia Universidad Católica de Chile. Posteriormente, obtuvo un máster en Relaciones Internacionales en la Universidad de Georgetown; también ganó la beca de estudios entregada por la Organización de los Estados Americanos.[cita requerida]

## Carrera profesional

### Inicios y corresponsal en Europa (1990-2002)
Inició su trayectoria periodística en 1990, cuando ingresó a hacer su práctica profesional al departamento de prensa de Canal 13. En octubre de ese mismo año, se integró al noticiario Meganoticias de Megavisión, donde comenzó como periodista en terreno. En 1992 dejó el departamento de prensa de la estación privada para radicarse en los Estados Unidos, donde realizó una maestría en Relaciones Internacionales en la Universidad de Georgetown. Una vez terminado su posgrado, regresó a Chile, incorporándose al Departamento de Prensa de Televisión Nacional de Chile (TVN), estación donde ejerció como corresponsal en Europa (radicada en Madrid) por 9 años.[cita requerida]
En 1997 viajó a Londres para cubrir la noticia sobre la muerte y funeral de la princesa Diana de Gales, aunque tendría su mayor figuración pública durante la detención en esa misma ciudad del entonces senador vitalicio y exdictador chileno Augusto Pinochet, ocurrida entre 1998 y 2000, acontecimiento sobre el cual publicó, junto a Felipe Gerdtzen, el libro Augusto Pinochet: 503 días atrapado en Londres (1999).
Ese año, Pérez realizó un viaje especial a los Territorios palestinos para TVN, donde realizó un reportaje llamado Belén 2000 en conmemoración del Jubileo del nacimiento de Jesús de Nazaret. En Medio Oriente también cubrió los acuerdos entre Yasir Arafat e Isaac Rabin y el inicio de la Segunda Intifada, participando en un programa especial sobre el conflicto árabe-israelí llamado Gente de la guerra, que motivó elogiosos comentarios entre sus pares.[cita requerida]

### Rostro ancla de TVN (2003-2017)
Una vez de vuelta en Chile, y tras un breve paso por Telenoche de Canal 13 durante 2003, regresó al Departamento de Prensa de TVN en febrero de 2004, fecha en que asumió la conducción de los noticieros 24 Horas en la mañana y 24 Horas al día, ambos junto a Mauricio Bustamante, labor que desempeñó hasta 2012. También participó como periodista en La entrevista del domingo. El año 2009 fue elegida como «Reina Guachaca».
En 2011 se incorporó a la conducción del programa Esto no tiene nombre. Uno de los capítulos de la temporada 2011 de dicho programa, dedicado a la situación en la Universidad Tecnológica Metropolitana (UTEM), tuvo amplias repercusiones, siendo calificado como «sesgado y erróneo» por alumnos de dicha casa de estudio como la administración de ésta,[¿quién?] y presentaron una denuncia contra TVN ante el Consejo Nacional de Televisión. Dicho reportaje también contenía citas del ministro de Educación Joaquín Lavín que detonarían una serie de protestas universitarias en contra de éste y que desembocarían en la movilización estudiantil en Chile de 2011.[cita requerida]
En 2012 Pérez asumió la conducción del noticiero 24 Horas central, tras la salida de Consuelo Saavedra, siendo inicialmente acompañada por Amaro Gómez-Pablos y posteriormente por Matías del Río.

### Renuncia a TVN y regreso a Canal 13 (2017-actualidad)

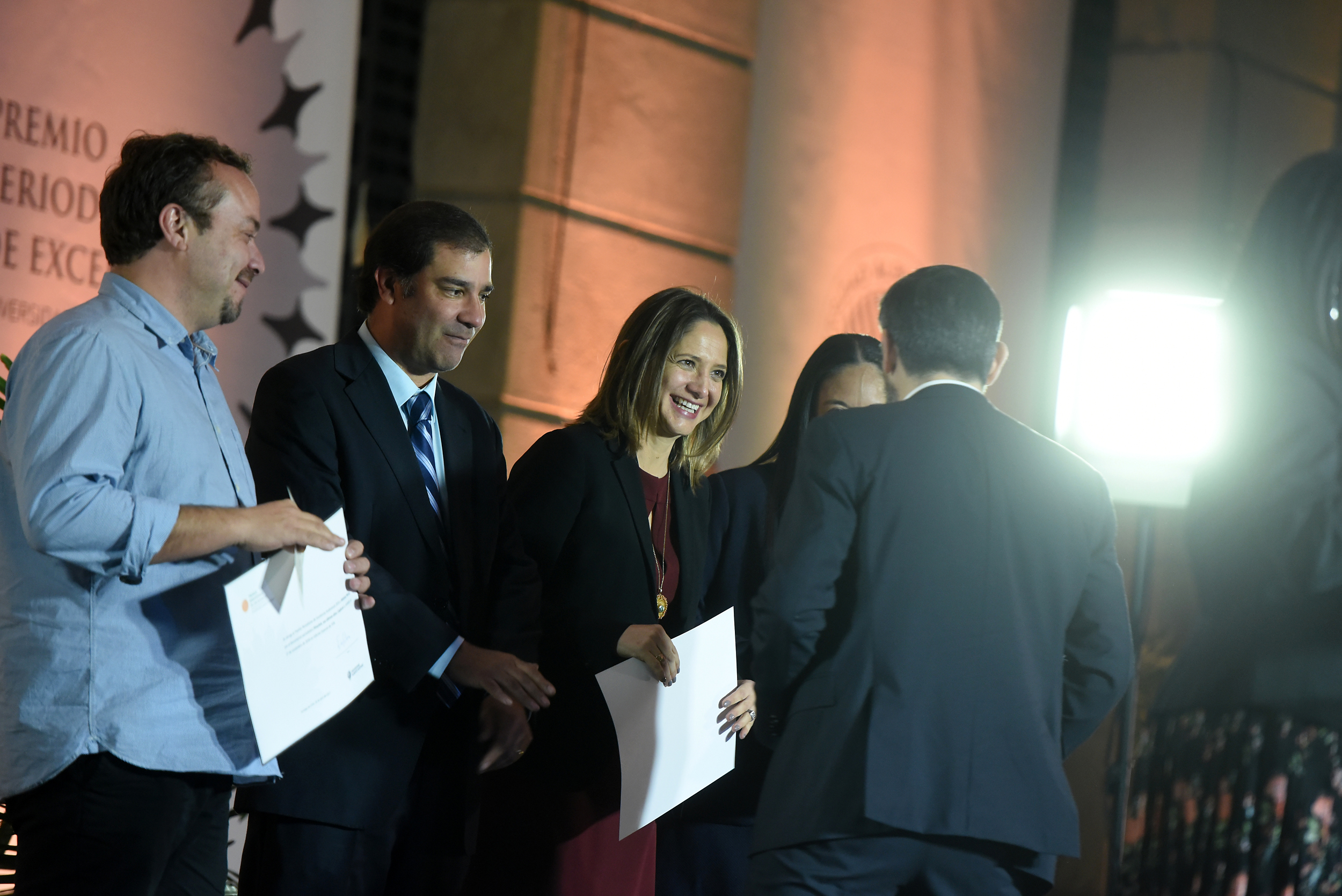
Pérez recibiendo un «premio a la excelencia periodística» en la Universidad Alberto Hurtado, 2017.

En junio de 2017 anunció en una entrevista que se radicaría en Londres durante un año junto a su familia, trabajando como periodista freelance. Sin embargo, días más tarde se filtró que continuaría ligada a TVN como corresponsal, percibiendo un sueldo de $5 millones, lo cual generó la protesta del sindicato del canal estatal. La controversia generada provocó la renuncia de Pérez a TVN, tras 22 años de trabajo.
En agosto de 2017, durante la cobertura de los atentados de Cataluña, debutó como corresponsal en Europa de Canal 13. En ese rol cubrió la boda real entre Enrique de Sussex y Meghan Markle y la reunión de los obispos chilenos con el papa Francisco en el Vaticano por los casos de abusos sexuales en la iglesia católica chilena.
Tras un año fuera de Chile, el 1 de agosto de 2018 debutó como locutora en Duna FM, donde presenta Duna en punto, y como presentadora de Teletrece Tarde en Canal 13 junto a Iván Valenzuela. Posteriormente asumió como presentadora de Teletrece Central junto a Constanza Santa María.

## Vida personal
Está casada desde 2008 con el periodista deportivo Francisco Sagredo, con quien tiene una hija, Laura.

## Controversia
En medio de las protestas en Chile de 2019, donde el presidente Sebastián Piñera anunció la rebaja de los sueldos a los parlamentarios, también conocida como «dieta parlamentaria», Pérez dijo en el programa matinal Bienvenidos que estaba en contra porque había gente mala:

“Yo tengo un planteamiento hiperimpopular, pero como afortunadamente no me vota nadie, excepto mi jefe… Yo no estoy a favor de que le bajen los sueldos (a los parlamentarios) ni que les limiten el número, ni estoy a favor de la falta de reelección. ¿Por qué? Porque lo que yo vi, es que es muy variada la calidad de los diputados que están ahí”
“Hay buenos y hay malos. El problema de credibilidad y falta de legitimidad que tienen los parlamentarios, en muchos casos, es por su mala calidad, es porque son malos, porque legislan mal”
Pérez en Bienvenidos. 23 de octubre de 2019.

Todo esto generó críticas severas contra la periodista a través de las redes sociales.
Otro punto polémico en su biografía se dio el 26 de noviembre de 2019, donde en una entrevista a José Manuel Vivanco, director de Human Rights Watch, expuso que "respetar los Derechos Humanos y controlar el órden público son cosas incompatibles".

## Obras
- Pérez, Mónica; Gerdtzen, Felipe (2000). Augusto Pinochet: 503 días atrapado en Londres. Santiago de Chile: Editorial Los Andes.

## Televisión
| Año           | Título                | Rol          | Notas      |
| ------------- | --------------------- | ------------ | ---------- |
| 1989-1990     | Teletrece             | Reportera    | Canal 13   |
| 1990-1992     | Meganoticias          | Reportera    | Megavisión |
| 1992-2001     | 24 Horas              | Corresponsal | TVN        |
| 2003-2004     | Telenoche             | Presentadora | Canal 13   |
| 2004-2012     | 24 Horas en la Mañana | Presentadora | TVN        |
| 2004-2012     | 24 Horas al Día       | Presentadora | TVN        |
| 2007          | Último Minuto         | Presentadora | TVN        |
| 2009          | Zona D Reportajes     | Presentadora | TVN        |
| 2011          | Esto no tiene nombre  | Presentadora | TVN        |
| 2012-2017     | 24 Horas Central      | Presentadora | TVN        |
| 2017-2018     | Teletrece             | Corresponsal | Canal 13   |
| 2018-presente | Teletrece             | Presentadora | Canal 13   |